# Cold (Tears for Fears)
Cold is een nummer van de Britse band Tears for Fears uit 1993. Het is de tweede single van het vierde studioalbum Elemental.

## Achtergrondinformatie
"Cold" gaat over een ontmoeting van frontman Roland Orzabal met een Duitse fotografe, die probeerde foto's te maken van Orzabal terwijl hij op het podium stond. Hij was echter niet in de stemming voor foto's en bleef zijn gezicht wegdraaien. Uiteindelijk kreeg Orzabal later een briefje van de fotografe waarin stond: "Hoe kan iemand die zulke warme muziek maakt zo koud zijn?". De eerste 2 coupletten van het nummer beschrijven deze gebeurtenis. Daarnaast haalt Orzabal uit naar voormalig Tears for Fears-bedrijfsmanager Paul King met de tekst "King got caught with his fingers in the till. Where's your calculator, will you leave it in your will?" nadat er vermeende discrepanties werden ontdekt in Kings eerdere beheer van de financiële zaken van de band. King ging in 1990 failliet en moest, nadat hij schuldig werd bevonden aan latere frauduleuze activiteiten, in 2004 de gevangenis in.
In tegenstelling tot voorganger Break It Down Again, flopte "Cold" in de Britse hitlijsten met een 72e positie. In het Nederlandse taalgebied werden helemaal geen hitlijsten gehaald.

## Tracklijst
- 7"

1. "Cold" – 5:06
2. "New Star"

- Cd-single

1. "Cold"
2. "New Star"
3. "Deja-Vu & the Sins of Science"